# Un viol
Pour les articles homonymes, voir Viol (homonymie).

Un viol est un téléfilm français réalisé par Marion Sarraut, et diffusé le 6 octobre 2009 sur France 2.

## Synopsis
C’est l’histoire d’un double viol, celui réellement subi par une femme, et celui résultant d’une procédure policière et judiciaire qui met à nu et saccage la vie des protagonistes en présence, à commencer par celle de la victime.

## Fiche technique
- Réalisateur : Marion Sarraut
- Scénario : Jean-Luc Gaget et Gaëlle Macé
- Musique : Nicolas Jorelle
- Photographie : Isabelle Razavet
- Montage : Mathilde Grosjean
- Création des décors : Jean-Paul Ginet
- Sociétés de production : France 2, France Télévisions, Jem Productions et TV5 Monde
- Durée : 90 minutes
- Genre : Film dramatique
- Date de diffusion : 6 octobre 2009 sur France 2

## Distribution
- Marianne Basler : Delphine Odier
- Daniel Russo : Maxime Gallet
- Anne Richard : Carine
- Valeria Cavalli : Agathe Gallet
- Thierry Hancisse : Marc
- Alexandre Tacchino : Tom
- Ivan Gonzales : Lieutenant Courtille
- Élisa Sergent : Lieutenant Castaing
- Pierre Santini : Henri Morand
- Thibault de Montalembert : Me Taïeb
- Nicole Croisille : Claire Vincenti
- Patrick Zard : Laurent Herzberg
- Jean-Philippe Ker : Bertrand, l'anésthésiste
- Marianne Épin : Docteur Tulli
- Élise Hote : Souad
- Cindy Doutres : Muriel, l'infirmière
- Thierry Chenavaud : Procureur général
- Pierre-Olivier Scotto : Juge d'instruction

## Récompenses
- Prix de la Meilleure musique pour Nicolas Jorelle au Festival de la fiction TV de La Rochelle[1].